# Milczany (Ubiedrze)
Milczany – niestandaryzowana osada wsi Ubiedrze w Polsce położona w województwie zachodniopomorskim, w powiecie koszalińskim, w gminie Bobolice.
Miejscowość wchodzi w skład sołectwa Ubiedrze.
Nazwa Milczany, jako samodzielna osada z identyfikatorem SIMC występuje w zestawieniach archiwalnych TERYT z 1999 roku.
W latach 1975–1998 miejscowość położona była w województwie koszalińskim.